# Thèmes et Variations
Pour plus de détails, voir Fiche technique et Distribution.
Thèmes et Variations est un film muet français réalisé par Germaine Dulac, sorti en 1928.

## Synopsis
Alternance de plans présentant d'une part une danseuse classique en tutu et d'autre part une machine avec bielles, pistons, etc.

## Fiche technique
- Titre original : Thèmes et Variations
- Réalisation : Germaine Dulac
- Pays de production:  France
- Format : Noir et blanc  — 16 mm — 1,33:1 — Film muet
- Genre : film expérimental
- Durée : 9 minutes
- Dates de sortie :
  - France : 1928